# باول روني
باول روني (بالإنجليزية: Paul Rooney)‏ هو فنان صوت ‏ بريطاني، ولد في 1967 في ليفربول في المملكة المتحدة.

## وصلات خارجية
- باول روني على موقع ميوزك برينز (الإنجليزية)
- باول روني على موقع أول ميوزيك (الإنجليزية)
- باول روني على موقع ديسكوغز (الإنجليزية)